# ورخان
ورخان (به لاتین: Varxan) یک منطقهٔ مسکونی در جمهوری آذربایجان است که در شهرستان ساعتلی واقع شده‌است.

## خصوصیات
ورکسان ۲٬۰۲۳ نفر جمعیت دارد.